# Stella del mare
Stella del mare  è un film del 1938 diretto da Corrado D'Errico.

## Trama
A Viareggio un giovane pescatore, Gianni,  in possesso di un'ottima voce da cantante classico tenorile,  segue le lezioni di un maestro di canto che vive in una pensione diretta da una giovane ragazza, Luisa, la quale invita il cantante ad intrattenere gli ospiti con le sue canzoni e pezzi d'opera.
Tra gli ospiti della pensione anche la titolare e il direttore di una casa editrice musicale, che ascoltato il cantante lo scritturano immediatamente invitandolo a trasferirsi in città. La vita cittadina, l'interesse della titolare della casa discografica e la nuova carriera, fanno dimenticare a Gianni la giovane albergatrice di cui si era innamorato, ma egli se ne rende conto appena in tempo, ed abbandona la nuova vita per tornare da Luisa, con la quale convolerà alle nozze.

## Critica
Filippo Sacchi, nel Corriere della Sera del 16 maggio 1939: «Evidentemente il soggettista e dietro di lui gli altri autori del film, volevano fare una specie di parodia compendiata di tutte le ingenuità, le incongruenze e la povertà d'immaginazione, solite a trovarsi in questi film di tenori. Però era meglio se lo facevano capire di più...»